# Eugasteroides karschi
Eugasteroides karschi är en insektsart som först beskrevs av Weidner 1941.  Eugasteroides karschi ingår i släktet Eugasteroides och familjen vårtbitare. Inga underarter finns listade i Catalogue of Life.